# 脊柱裂
脊柱裂是由于先天性部分椎管未完全闭合导致在脊柱后正中线出现裂隙的疾病，属于一種神經管缺陷。脊柱裂可发生于脊柱各段，常见于腰骶部；其严重程度不同，严重者会并伴有脊膜、脊髓从裂口处突出。
脊柱裂依严重度分為三類：隱性脊柱裂（spina bifida occulta）、脊膜膨出（meningocele），以及脊髓脊膜膨出（myelomeningocele）。最常發生的位置發生於下背部，但也有少數病例發生於頸部及中背部。隱性脊柱裂通常只有輕微症狀，甚至沒有症狀。症狀包含椎間局部有毛、凹窩、暗斑，或腫脹。脊膜膨出造成的問題不大，椎間可能會出現含液體的囊狀構造。脊髓脊膜膨出又稱為開放性脊柱裂（open spina bifida），為最嚴重的一型。常見症狀包含走路障礙，膀胱或腸道控制、腦水腫、脊髓栓系綜合徵，以及乳膠過敏。認知障礙則較為罕見。
造成原因可能包含遺傳因素及環境因素。若父母其中有一人，或已有一子罹有脊柱裂，則有4%的機率另一子也會得到該疾病。妊娠期間攝取葉酸量不足可能在造成脊柱裂方面扮演重要角色。其他風險因子還包含母親服用某些抗癲癇藥物、肥胖，以及糖尿病控制不佳等等。分娩前後都有機會可以診斷該疾病。出生前的篩檢包含羊膜穿刺及超音波，若羊水中含有高含量的α-胎兒蛋白 （AFP），則脊柱裂的機會越高。超音波檢測也有機會發現脊柱裂。出生後可用影像學來確認診斷。
大多數脊柱裂可藉由母體妊娠期間充分攝取葉酸來避免，研究證實在麵粉中添加葉酸對大多數婦女有效。開放性脊柱裂則能在出生後動手術來治療。若發生腦水腫則建議進行引流，骨髓栓系綜合徵則可藉由手術修補。若產生動作障礙可以訂製拐杖及輪椅等輔具改善生活品質，另外也可能會需要导尿。
約5%的人有隱性脊柱裂，其他型則隨區域而異，占出生率萬分之一到千分之五不等。已開發國家平均約為萬分之四，跟美國差不多。印度則約每1000名出生孩童中占1.9。族群也可能有所影響，如高加索人的風險較高，但這可能也與環境因子相關。

## 外部連結
- 中的“脊柱裂”
- CDC: Spina bifida （页面存档备份，存于）